# Irish Premier League (volleyboll, damer)
Irish Premier League är den högsta ligan inom klubbvolleyboll för damer i republiken Irland. Tävlingen arrangeras av Volleyball Ireland.

## Resultat per år[2]
| År      | Podium                               | Podium                               | Podium                               |
| Mästare | Tvåa                                 | Trea                                 |                                      |
| ------- | ------------------------------------ | ------------------------------------ | ------------------------------------ |
| 1976/77 | Midleton VC                          |                                      |                                      |
| 1977/78 | Midleton VC                          |                                      |                                      |
| 1979/80 | Midleton VC                          |                                      |                                      |
| 1980/81 | Midleton VC                          |                                      |                                      |
| 1981/82 | Midleton VC                          |                                      |                                      |
| 1982/83 | Dunlaoire                            |                                      |                                      |
| 1983/84 | Midleton VC                          |                                      |                                      |
| 1985/86 | Midleton VC                          |                                      |                                      |
| 1986/87 | Dunlaoire                            |                                      |                                      |
| 1987/88 | Dunlaoire                            |                                      |                                      |
| 1988/89 | Dunlaoire                            |                                      |                                      |
| 1989/90 | Dunlaoire                            |                                      |                                      |
| 1990/91 | Reebok                               |                                      |                                      |
| 1991/92 | Artane                               |                                      |                                      |
| 1992/93 | Aer Lingus VC                        |                                      |                                      |
| 1993/94 | Sporting Greystones FC               |                                      |                                      |
| 1994/95 | Sporting Greystones FC               |                                      |                                      |
| 1995/96 | East Coast Cruisers                  |                                      |                                      |
| 1996/97 | East Coast Cruisers                  |                                      |                                      |
| 1997/98 | East Coast Cruisers                  |                                      |                                      |
| 1998/99 | East Coast Cruisers                  |                                      |                                      |
| 1999/00 | East Coast Cruisers                  |                                      |                                      |
| 2000/01 | East Coast Cruisers                  |                                      |                                      |
| 2001/02 | East Coast Cruisers                  |                                      |                                      |
| 2002/03 | Santry VC                            |                                      |                                      |
| 2003/04 | UCD                                  |                                      |                                      |
| 2004/05 | UCD                                  |                                      |                                      |
| 2005/06 | Newbridge VC                         |                                      |                                      |
| 2006/07 | Newbridge VC                         |                                      |                                      |
| 2007/08 | Aer Lingus VC                        |                                      |                                      |
| 2008/09 | Aer Lingus VC                        |                                      |                                      |
| 2009/10 | Aer Lingus VC                        |                                      |                                      |
| 2010/11 | Aer Lingus VC                        |                                      |                                      |
| 2011/12 | Aer Lingus VC                        |                                      |                                      |
| 2012/13 | Santry VC                            |                                      |                                      |
| 2013/14 | DVC                                  |                                      |                                      |
| 2014/15 | UCD                                  |                                      |                                      |
| 2015/16 | DVC                                  |                                      |                                      |
| 2016/17 | Galway VC                            |                                      |                                      |
| 2017/18 | Garda VC                             |                                      |                                      |
| 2018/19 | Garda VC                             |                                      |                                      |
| 2019/20 | Ej slutförd p.g.a. COVID-19-pandemin | Ej slutförd p.g.a. COVID-19-pandemin | Ej slutförd p.g.a. COVID-19-pandemin |